# リーヴァ・ヴァルドッビア
リーヴァ・ヴァルドッビア（伊: Riva Valdobbia）は、イタリア共和国ピエモンテ州ヴェルチェッリ県アラーニャ・ヴァルセージアにある分離集落（フラツィオーネ）。
かつては独立した自治体（コムーネ）であったが、2019年1月1日、近隣のアラーニャ・ヴァルセージアと合併し、新自治体の一部となった。

## 地理

### 位置・広がり
| コムーネとしてのリーヴァ・ヴァルドッビアは、以下のコムーネと隣接していた。括弧内のAOはヴァッレ・ダオスタ州所属を示す。 - アラーニャ・ヴァルセージア - カンペルトーニョ - グレッソネイ＝ラ＝トリニテ (AO) - グレッソネイ＝サン＝ジャン (AO) - モッリア - ラッサ - リーマ・サン・ジュゼッペ |